# Diana Coles
Diana Coles, född 1945, är en brittisk författare och forskare. Som författare har hon skrivit den feministiska fantasyboken The Clever Princess (1983), och som forskare har hon bland annat arbetat med yngre stenåldern och omkring olika medicinska syndrom med genetiskt ursprung.

## Biografi
Diana Coles har en bakgrund som lärare i London och i Grekland.

### The Clever Princess
Coles fantasybok The Clever Princess publicerades 1983 på Sheba Feminist Publishers, ett fristående brittiskt förlag med feministisk inriktning. Historien, illustrerad av Ros Asquith, är en kortroman i åtta kapitel om en rik sagokung och hans dotter Arete. Prinsessan blir föremål för frierier, och hur det än bär sig blir hon bortgift med en förklädd trollkarl (Boax) som spärrar in henne i en fängesehåla. Resten av historien handlar om Aretes kamp för att återfå sin frihet.
Boken har uppmärksammats för sin feministiska tolkning av begreppet sagoprinsessa, som ett av flera försök i liknande stil åren kring 1980. The Clever Princess har översatts till både japanska och koreanska, och i Japan är boken (japanska: Arītehime no bōken, 'prinsessan Aretes äventyr') en av de mest lästa sagoböckerna med feministisk vinkel. 2000 kom den japanska animerade långfilmen Arīte hime som är en bearbetning av bokens berättelse.
Den japanska översättningen av boken skedde efter att den brittiska utgåvan upptäcktes av fyra japanska besökare till ett kvinnocenter i London 1984. De kontaktade förgäves ett antal japanska förlag om en översättning men lyckades istället få ett kvinnocenter i Yokohama att finansiera utgivningen. Den färdiga boken kom sedan att behöva tryckas om sju gånger under de första tre månaderna. Redaktörerna gav även ut två sekundärutgåvor utifrån Coles kortroman – The Clever Princess: English Language Textbook with Japanese Annotations samt Arete hime no bōken: ehon ('Prinsessan Aretes äventyr: En bilderbok').

### Forskning
Coles har även varit verksam som akademiker och forskare. 2008 publicerades hennes doktorsavhandling Shining water, shifting sand : a study of neolithic lithic material from two sand dune sites in Northern Britain på University of Reading, och året efter presenterade hon texter om värmebehandlingens betydelse för tillverkning av pilspetsar.
Hon har även forskat i medicinska ämnen, inklusive om 22q11-deletionsyndromet och Williams syndrom.